# Yuma County (Arizona)
Yuma County is een county in de Amerikaanse staat Arizona.
De county heeft een landoppervlakte van 14.281 km² en telt 160.026 inwoners (volkstelling 2000). De hoofdplaats is Yuma.